# Église Saint-Étienne d'Ainay-le-Château
Pour les articles homonymes, voir Église Saint-Étienne.
L'église Saint-Étienne d'Ainay-le-Château est située sur la commune d'Ainay-le-Château, dans le département de l'Allier, en France.

## Historique
Il s'agit d'un édifice construit à différentes époques. La partie occidentale est ce qui reste d'un premier sanctuaire roman, le clocher a été reconstruit au XIIIe siècle. La construction de l'actuelle nef et du transept remonte au début du XVIe siècle. L'ancienne nef romane a vraisemblablement été démolie au XVIe siècle, pendant de la construction du portail de style Renaissance.
Jusqu'en 1696, l'église se terminait au niveau de l'arc triomphal actuel, il s'y trouvait une baie de style flamboyant dont il ne subsiste que la partie supérieure aujourd'hui. En 1696, le mur qui donne côté est est ouvert pour construire le chœur. En 1841, est aménagée une sacristie qui est, par la suite, démolie en 1973.
Le portail de style Renaissance, ainsi que le porche du XIIe siècle et une fresque du XVIe siècle sont classés au titre des monuments historiques en 1913 ; Le reste de l'église est inscrit en 1980.

## Description

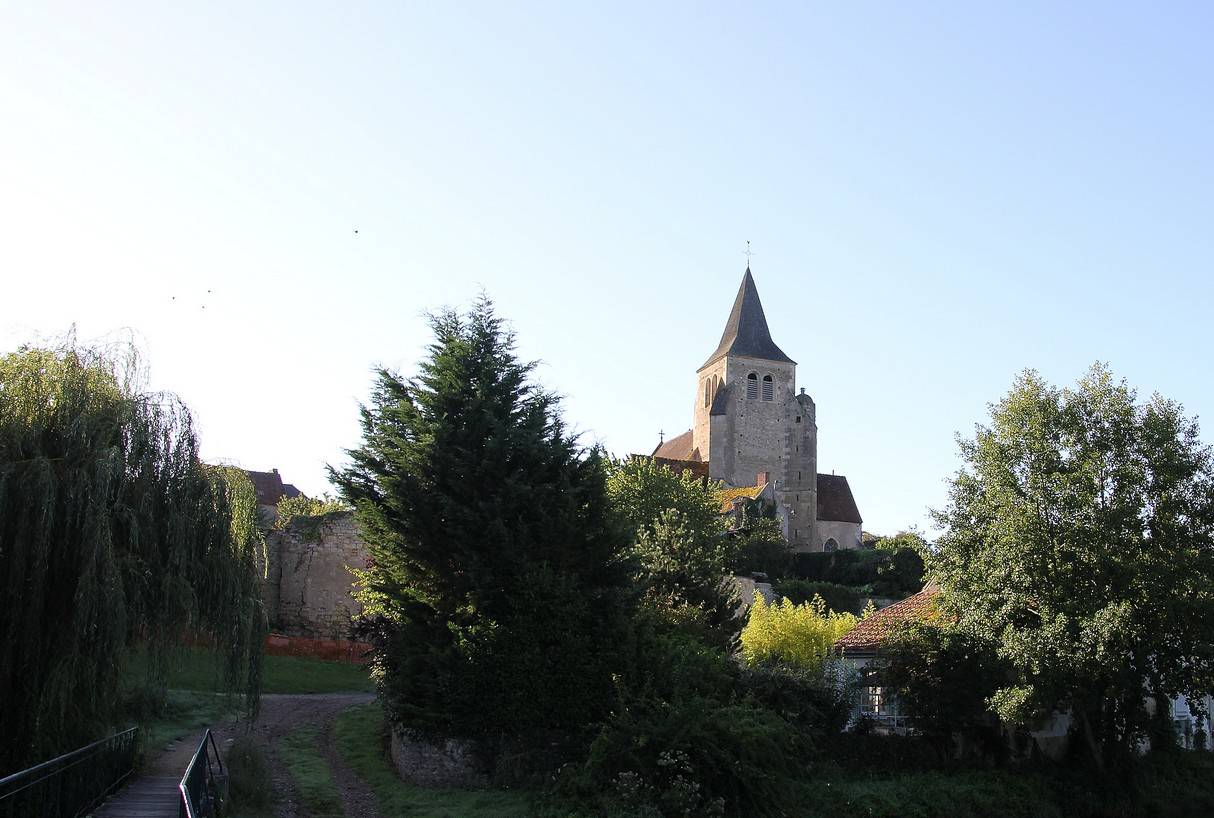
Vue depuis la chapelle Saint-Roch.
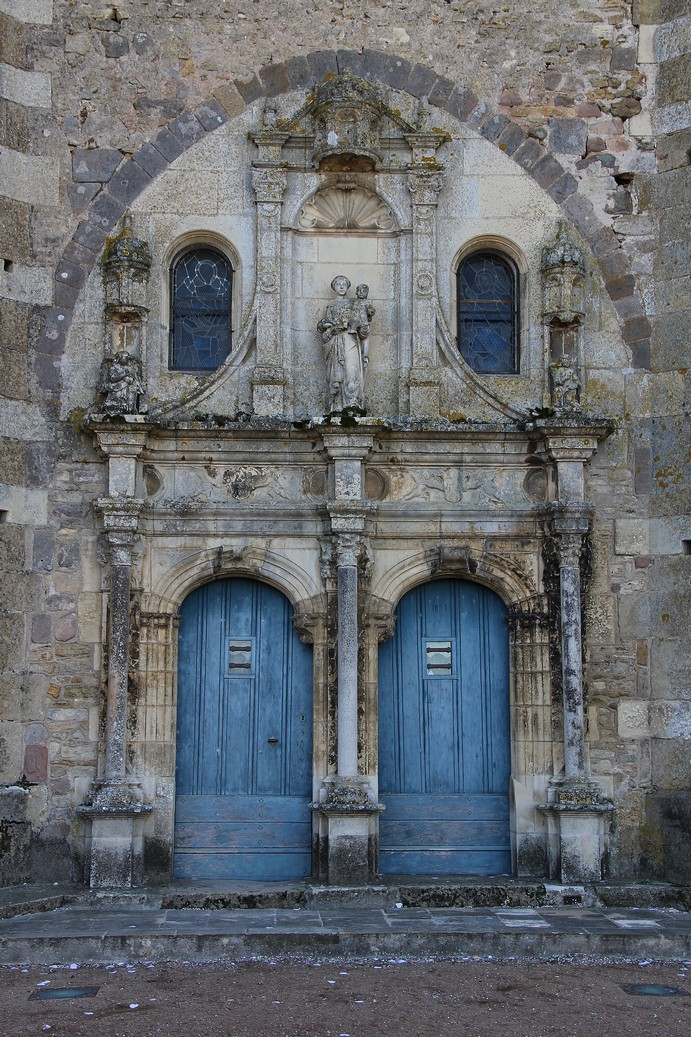
Le portail Renaissance.
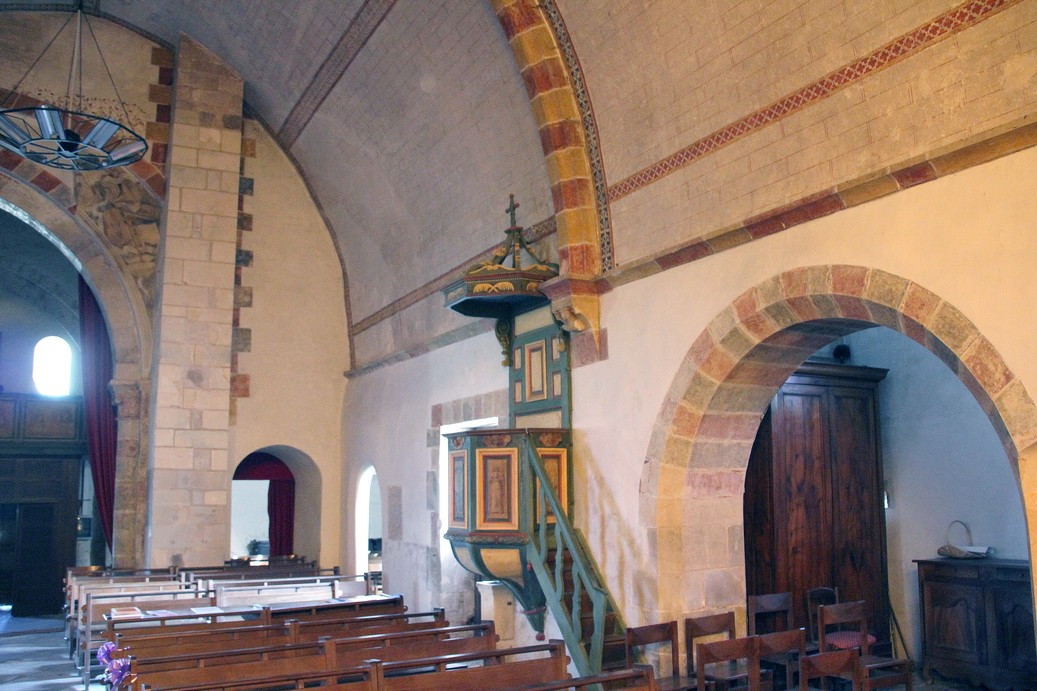
Intérieur : la nef.
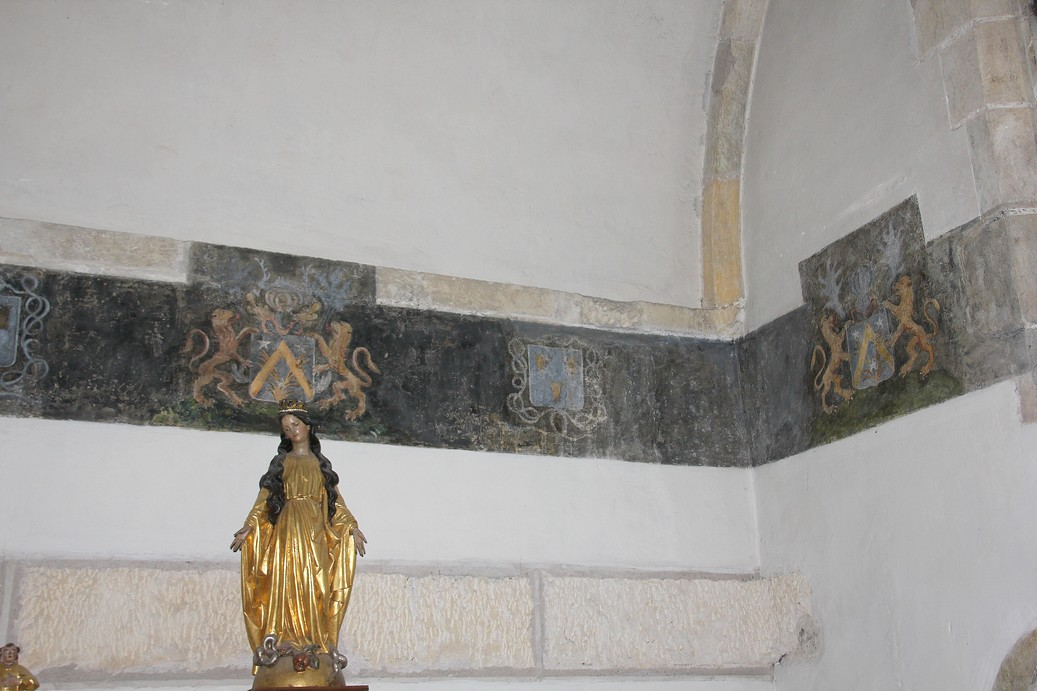
Une litre funéraire.
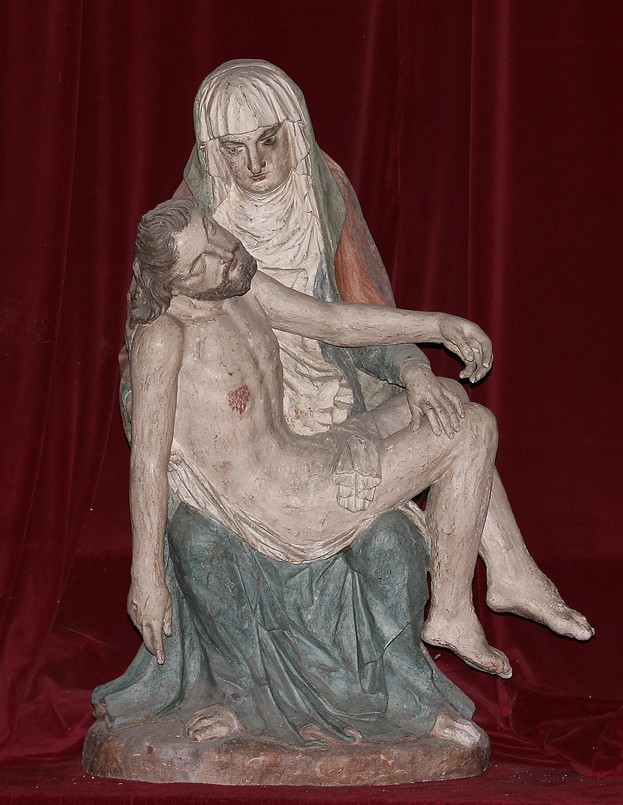
Pietà.